# Smrk na Stimlingu
Smrk na Stimlingu je památný strom, který roste na západ od Rejštejna v lesním porostu u bývalé samoty Stimling, v těsné blízkosti bývalé usedlosti čp. 17. Smrk ztepilý (Picea abies (L.) Karst.) roste v nadmořské výšce 820 metrů, je přibližně 150 let starý, obvod kmene je 357 cm (měření 2012). Dříve stával jako ryzí solitér, v mládí měl dostatek světla, a proto má mnoho větví i v dolní části kmene. Nyní je již součástí nového lesa, je stíněn a větve usychají. U kořenů vyvěrá silný pramen, který vytváří malou nádržku. Smrk je chráněn od 3. října 2012 jako historicky důležitý strom, krajinná dominanta.

## Památné stromy v okolí
- Buk na Berglu
- Lípa na Myších Domcích
- Lípa na Wunderbachu
- Paštěcká lípa
- Radešovská lípa